# Choerodon fasciatus

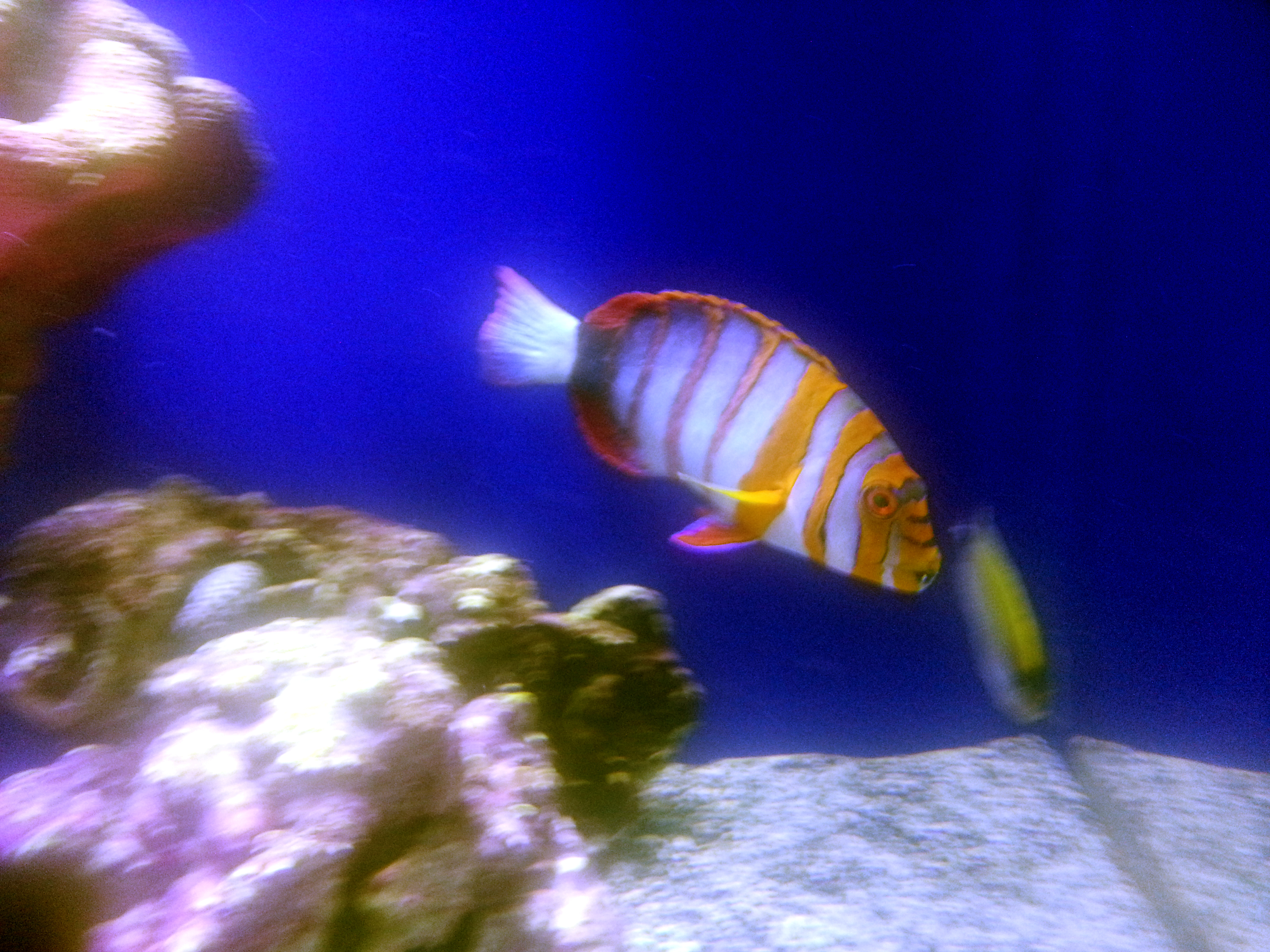
Choerodon fasciatus

Choerodon fasciatus (Günther, 1867)  è un pesce d'acqua salata appartenente alla famiglia Labridae.

## Distribuzione e habitat
Proviene dalle barriere coralline dell'oceano Pacifico, dove si trova soprattutto a Taiwan, Australia, in particolare lungo le coste del Queensland, Isole Ryukyu e Nuova Caledonia. Nuota fino a 35 m di profondità.

## Descrizione
La lunghezza massima registrata è di 30 cm. La colorazione di questa specie permette di distinguerla da tutte le altre specie del genere Choerodon: il corpo è a fasce arancioni bordate di blu che sfumano verso il bianco verso la pinna caudale e verdi scure o nere. I denti sono sporgenti, bluastri. La pinna caudale è chiara, verde, con il bordo tendente al violaceo, mentre la pinna dorsale e la pinna anale, basse e lunghe, sono rossastre con il bordo blu. Le pinne pettorali sono giallastre, mentre gli occhi sono arancioni. 
Negli esemplari giovanili le fasce sono solo arancioni pallide e bianche; sulle pinne sono invece presenti diversi ocelli neri con il bordo bianco.

## Biologia

### Comportamento
È solitamente solitario; gli adulti possono essere territoriali.

### Alimentazione
Si nutre prevalentemente di varie specie di invertebrati acquatici come echinodermi, crostacei, vermi, soprattutto anellidi, molluschi.

### Riproduzione
È una specie monogama. È oviparo e la fecondazione è esterna; non ci sono cure nei confronti delle uova.

## Conservazione
Questa specie viene pescata abbastanza frequentemente; inoltre è ricercata negli acquari a causa della sua colorazione insolita, però la lista rossa IUCN classifica questa specie come "a rischio minimo" (LC) perché è abbastanza comune, anche in diverse aree marine protette. In Australia la pesca ne è stata regolamentata.